# Louis Wyrsch
Louis Wyrsch, né le 2 mars 1793 à Bellinzone et mort le 21 avril 1858 à Ennetbürgen, est un homme politique et commandant militaire suisse.
Engagé en 1814 comme mercenaire au service des Pays-Bas, il participe à la bataille de Waterloo puis devient commandant militaire et civil des côtes sud et est de Bornéo (Indes orientales néerlandaises). Il y rencontre Ibu Silla, une Malaise de Java qui lui sert de concubine, de gouvernante et d'esclave. Deux de ses fils, Alois et Jakob, seront élus à l'Assemblée fédérale suisse.

## Biographie
Wyrsch est le fils du bailli de la Riviera, commissaire à Bellinzone et capitaine espagnol Franz Alois Wyrsch et de Marie Konstantia von Flüe.
Il reçoit sa formation au séminaire royal de San Pablo à Valence et au sein du régiment de son père. Après la mort de son père en 1807, il retourne dans le canton de Nidwald avec sa famille. Il fréquente l'école de l'abbaye de Rheinau jusqu'en 1812 puis fait un apprentissage de commerce à Belfort.
En 1814, il entre au service militaire des Pays-Bas en tant que simple soldat et, en 1815, prend part à la bataille de Waterloo. Il rejoint ensuite les troupes coloniales hollandaises, se rend aux Indes orientales néerlandaises et devient en 1829 commandant militaire et civil des côtes sud et est de Bornéo. En 1832, il retourne à Nidwald, devint Obervogt en 1834 puis Landaman à plusieurs reprises entre 1840 et 1858. Commandant du bataillon de Nidwald dans le Sonderbund, il siège à l'assemblée constituante en 1849 et sert comme maire d'Ennetbürgen de 1850 à 1857.
Vers 1824, Wyrsch épouse en premières noces Ibu Silla alias Johanna van den Berg, une Malaise de Java, probablement morte en 1832 lors du retour en Europe. Le couple a un enfant, Alois Wyrsch, plus tard membre du Conseil national. En 1834, il épouse Theresia Stockmann, qui donne naissance plus tard à un membre du Conseil des États, Jakob Wyrsch.